# Buda Kakusandha
En la tradición budista, Kakusandha (Pāli) es el nombre del Buda número veinticinco de los 28 budas, el primero de los cinco budas del kalpa actual, y el cuarto de los siete budas de la antigüedad, conocido en Sánscrito como Krakucchanda, y en Tibetano como Khorvadjig. Su biografía es registrada en el Buddhavamsa, uno de los libros del canon Pali.

## Vida
El Buda Kakusandha nació en Khemavati (ahora Gotihawa), en Kapilavastu, en la región Lumbini del sur de Nepal. Su padre fue Agidatta, un Brahman capellán del rey Khemankara de Khemavati. Su madre fue Visakha. 
Su esposa fue Virochamana (también conocida como Rocani); tenía un hijo, Uttara (hijo de Kakusandha). Asoka visitó Gotihawa, Nepal cuando visitó Buddhavamsa, e instaló un pilar de piedra e inscribió su visita en el mismo. También hay una estupa en Gothihawa. Es generalmente aceptado debido al pilar que el lugar de nacimiento de Kakusandha está en Gothihawa, cerca de Kapilvastu, Lumbini, Devadaha y Ramagrama de Nepal.
Kakusandha vivió cuatro mil años en tres palacios: Ruci, Suruci y Vaddhana (o Rativaddhana). A la edad de cuatro mil, renunció a la vida mundana mientras montaba su carruaje. Practicó austeridades por ocho meses. Antes de alcanzar la iluminación, había aceptado Kiribath de la hija del brahman Vajirindha del Suchirindha, así como pasto como asiento del subhadda yavapalaka. Alcanzó la iluminación bajo un árbol sirisa, entonces dio su primer sermón a un grupo reunido de ochenta y cuatro mil monjes en un parque cercano a Makila.
Kakusandha realizó el milagro gemelo bajo un árbol sala, a las puertas de kannakujja. Entre sus convertidos había un fiero yaksha llamado Naradeva. Kakusandha mantuvo el (uposatha) cada año.
Sus discípulos principales fueron Vidhura y Sanjiva entre los monjes, y Sama y Champa entre las monjas. Su cuidador personal fue Buddhija. Acchuta y Samana entre los hombres, y Nanda y Sunanda entre las mujeres fueron sus hospedatarios principales. Acchuta construyó un monasterio para Kakusandha en el mismo sitio que más tarde sería elegido por Anathapindika para el monasterio Jetavana de Buda Gautama.
De acuerdo al Samyutta Nikaya (ii.194), el pico Vepulla Rajgir era entonces llamado Pachinvamsa; y la gente de la región Tivara.
El cuerpo de Kakusandha era de cuarenta cubitos de altura y murió a la edad de cuarenta mil años en Khemavati. 
La estupa erigida sobre sus reliquias era de una legua de alto.
El bodhisattva que se convertiría en Siddhartha Gautama nació como rey de los Khema durante la era de Kakusandha. Kakusandha fue el Buda que predijo que el rey Khema, que le ofreció en caridad túnicas y alimento, se convertiría en el Buda Gautama en el futuro.

## Otros budas del kalpa actual
Los otros cuatro Budas del kalpa actual:
- Buda Koṇāgamana
- Buda Kassapa
- Buda Gautama
- Buda Maitreya